# James Black
James Black (Kanada, Saskatchewan, Regina, 1969. augusztus 15. –) profi jégkorongozó.

## Karrier
Komolyabb junior karrierjét 1987-ben a Portland Winter Hawksban kezdte mely Western Hockey League-es csapat. Itt két idényt játszott. Az 1989-es NHL-drafton a Hartford Whalers választotta ki az ötödik kör 94. helyén. 1989–1990-ben az American Hockey League-es Binghamton Whalersben játszotta le szinte a teljes szezont de egy mérkőzés erejéig jégre léphetett a Hartford színeiben. A következő idény szintén így telt de ekkor a Springfield Indiansban játszott, mely ugyancsak AHL-es csapat. A következő szezon felét az Indiansban a másik felét az NHL-ben játszotta. 1991 végén AHL-bajnok lett, vagyis megnyerte a csapattal a Calder-kupát. 1992-ben a Minnesota North Starshoz került tíz mérkőzésre, a szezon többi részét az IHL-es Kalamazoo Wingsben töltötte. 1993-ban a Minnesota átköltözött Dallasba és így a Dallas Stars játékosa lett. Még ebben a szezonban a Buffalo Sabreshez igazolt majd két mérkőzés után leküldték az AHL-es Rochester Americansba. A következő szezont csak az IHL-ben a Las Vegas Thunderben töltötte. 1995-ben a Chicago Blackhawkshoz került majd leküldték az Indianapolis Ice csapatába. Ezután még két idényt töltött a Chicagóval. Az 1998-as szezont a Chicago Wolvesszal (IHL) kezdte de átigazolt a Washington Capitalsba, ahol két szezont játszott. 2001-ben még játszott az AHL-es Portland Piratesszel öt mérkőzést mielőtt Európába ment szerencsét próbálni. Játszott a svájci, a német és az olasz pontvadászatban. 2004-ben vonult vissza.